# Municipio de Center (condado de Montgomery)
El municipio de Center (en inglés: Center Township) es un municipio ubicado en el condado de Montgomery en el estado estadounidense de Arkansas. En el año 2010 tenía una población de 1106 habitantes y una densidad poblacional de 9,26 personas por km².

## Geografía
El municipio de Center se encuentra ubicado en las coordenadas 34°32′25″N 93°30′2″O / 34.54028, -93.50056. Según la Oficina del Censo de los Estados Unidos, el municipio tiene una superficie total de 119.41 km², de la cual 108,8 km² corresponden a tierra firme y (8,88 %) 10,6 km² es agua.

## Demografía
Según el censo de 2010, había 1106 personas residiendo en el municipio de Center. La densidad de población era de 9,26 hab./km². De los 1106 habitantes, el municipio de Center estaba compuesto por el 97,56 % blancos, el 0,45 % eran afroamericanos, el 0,36 % eran amerindios, el 0,09 % eran asiáticos, el 0,18 % eran isleños del Pacífico y el 1,36 % eran de una mezcla de razas. Del total de la población el 1,54 % eran hispanos o latinos de cualquier raza.